# Étienne Brûlé

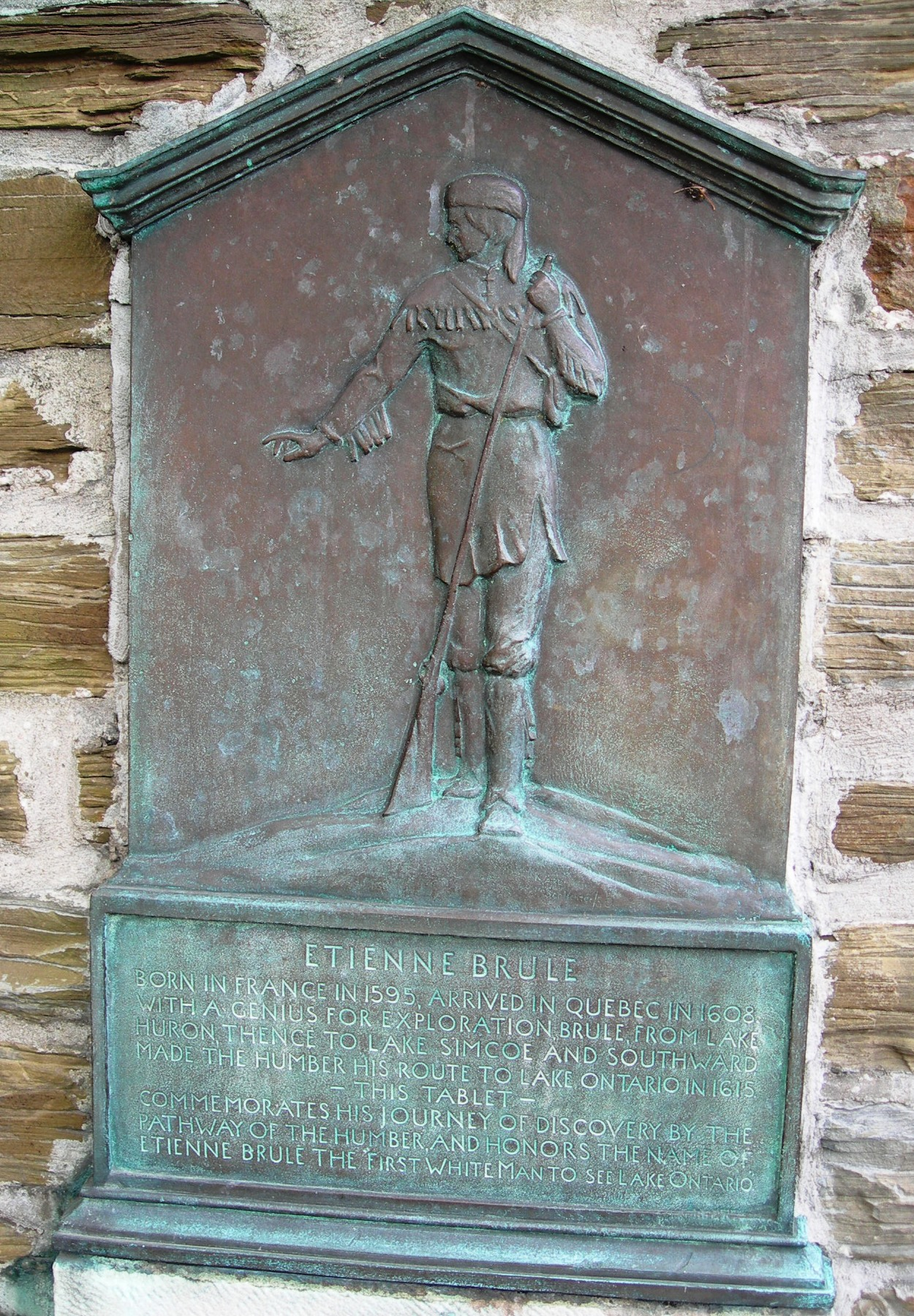
Een plaquette gewijd aan Étienne Brûlé

Étienne Brûlé (c. 1592 – c. juni 1633), geboren in Frankrijk in de streek rond Champigny-sur-Marne, was een verkenner en woudloper in Canada. Hij was een krachtig buitenmens en verzamelde op zijn tochten veel geografische kennis over Nieuw-Frankrijk. Hij was de eerste Europeaan die het Ontariomeer bereikte.
Brûlé vertrok op 16-jarige leeftijd vanuit Frankrijk per boot naar Quebec, dat deel uitmaakte van Nieuw-Frankrijk. Hij verkende gebieden die voor de kolonisten tot dan toe onbekend waren en beijverde zich om zeden en gewoontes van de oorspronkelijke bevolking te leren kennen. In het bijzonder van de Wendat indianen, van wier leefgemeenschap hij geruime tijd deel uitmaakte. In opdracht van Samuel de Champlain, voor wie hij als gids en vertaler fungeerde, voerde hij vele verkenningsmissies uit. In 1629 bedroog hij deze vriend en beschermheer. Niet lang daarna werd Brûlé vermoord door de Beer-stam, een onderdeel van de Wendat.